# STS-34

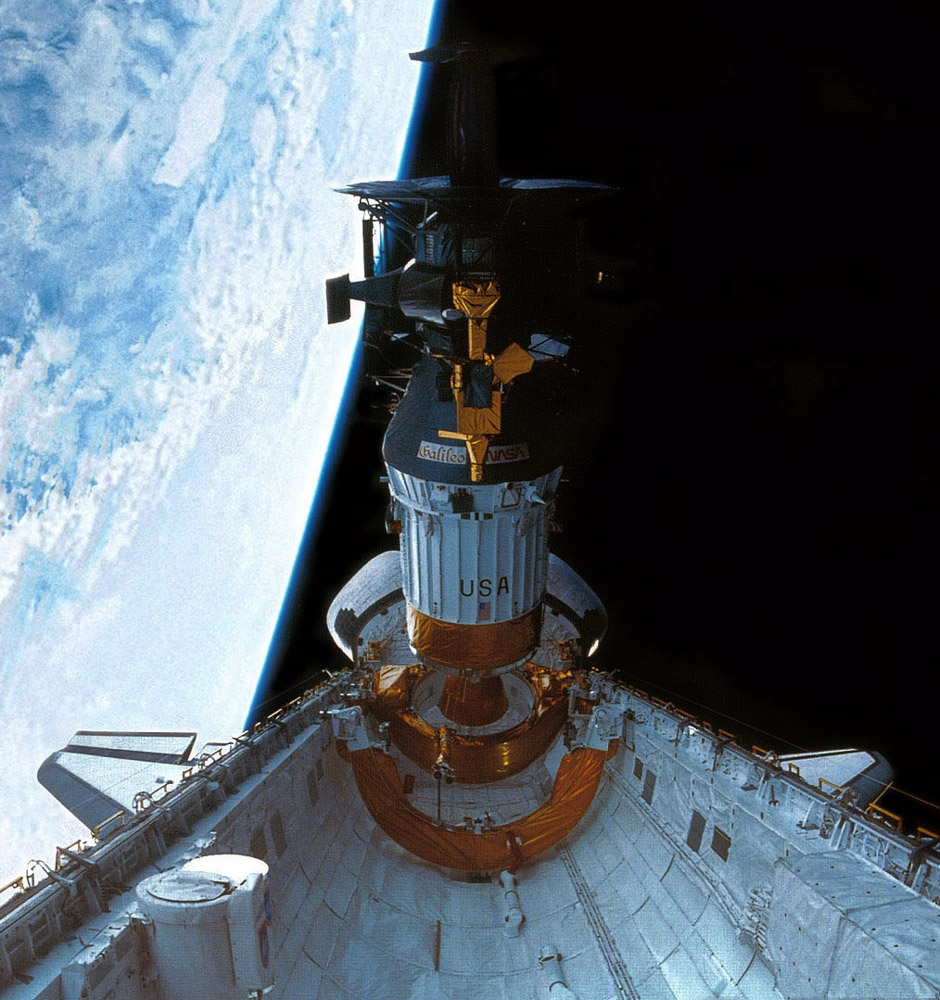

STS-34는 아틀란티스를 이용한 NASA 우주왕복선 임무였다. 이는 전체적으로 31번째 셔틀 임무이자 아틀란티스를 위한 다섯 번째 비행이었다. STS-34는 1989년 10월 18일 플로리다주 케네디 우주 센터에서 발사되어 1989년 10월 23일 캘리포니아주 에드워즈 공군기지에 착륙했다. 임무 중에 목성행 갈릴레오 탐사선이 우주로 배치되었다.